# Talus-Saint-Prix
Talus-Saint-Prix är en kommun i departementet Marne i regionen Grand Est (tidigare regionen Champagne-Ardenne) i nordöstra Frankrike. Kommunen ligger i kantonen Montmort-Lucy som tillhör arrondissementet Épernay. År 2022 hade Talus-Saint-Prix 105 invånare.

## Befolkningsutveckling
Antalet invånare i kommunen Talus-Saint-Prix
| Referens: INSEE |